# سالفاتوري كاتورانو
سالفاتوري كاتورانو (بالإيطالية: Salvatore Caturano)‏ (3 يوليو 1990 بنابولي في إيطاليا - ) هو لاعب كرة قدم إيطالي في مركز الهجوم. شارك مع منتخب إيطاليا تحت 17 سنة لكرة القدم. أما مع النوادي، فقد لعب مع نادي أسكولي ونادي إمبولي ونادي باري ونادي رافينا ونادي ليتشي ونادي مسينا ونادي فياريجو وASD Città di Foligno 1928 ‏ ونادي كاسيرتانا وAS Melfi ‏ وFidelis Andria 2018 ‏ ونادي تارانتو 1927 وإيه جي نوسرينا 1910 ‏ وPaganese Calcio 1926 ‏.

## وصلات خارجية
- سالفاتوري كاتورانو على موقع قاعدة بيانات كرة القدم.إي يو (الإنجليزية)
- سالفاتوري كاتورانو على موقع Soccerway.com (الإنجليزية)